# Gertrud Vasegaard
Gertrud Vasegaard (født Hjorth, den 23. februar 1913, død 7. juli 2007) var en dansk keramiker. Hun arbejdede fra 1949 som keramiker hos Bing & Grøndahl, hvor hun arbejdede med stentøj samt et testel i porcelæn fra 1956. Fra 1959 var hun selvstændig sammen med datteren Myre Vasegaard (1936-2006).
Hendes arbejder indeholder typisk enkle, store former med lineær ornamentik i geometriske mønstre. For Den Kongelige Porcelænsfabrik har Gertrud Vasegaard udført porcelænsstellene Gemina og Gemma (1959-62), der udgik af produktion i 1985.
Begge stentøjsstel har identiske former, men mens det rhombeformede ornament er stemplet ind i massen på Gemma, er det håndmalet i blå underglasur på Gemina. Hun har udstillet med Den Frie Udstilling og modtaget Eckersberg Medaillen, Thorvald Bindesbøll Medaljen og C.F. Hansen Medaillen. Testellet fra 1956 er optaget i Kulturkanon.